# Demosten
Demosten, grčki: Δημοσθένης, Dēmosténēs (384., Atena – 322. pr. Kr., otok Poros) je bio grčki retor i atenski državnik. Njegovi govori čine značajan izražaj tadašnje atenske intelektualne vještine i daju uvid u politiku i kulturu Atene u 4. stoljeću pr. Kr. Retoriku je naučio čitajući govore prijašnjih velikih govornika. Prvi veliki sudski govor izrekao je s 20 godina, i u njemu je učinkovito obrazložio zašto mu od njegovih skrbnika treba pripasti ono što je ostalo od njegova nasljedstva prije. 
Neko vrijeme je zarađivao za život kao odvjetnik i pisac govora (logograf), pišući govore za pravnu uporabu. 

## Život

### Upoznavanje s politikom
Ubrzo se zainteresirao za politiku i 354. pr. Kr. dao je svoj prvi politički govor. Za vrijeme uspona Filipa II. on je držao govore protiv njega, tzv. filipike. Filip II. je htio prijevarom osvojiti grčke polise, na što je Demosten upozoravao i posvetio je većinu svog života borbi protiv Makedonske ekspanzije. Svojim govorima je veličao Atenu i nastojao je očuvati slobodu grada, ali i uspostaviti savez protv Makedonije. No, u tome nije uspio i naposljetku je Grčka pala pod makedonsku vlast.
Nakon Filipove smrti odigrao je vodeću ulogu u ustanku protiv novog makedonskog kralja, mladog Aleksandra Velikog. Ta pobuna je okrutno ugašena, a kako se ne bi ponovilo nešto slično, Aleksandrov upravitelj Antipater je poslao svoje ljude da uhite Demostena. Demosten ih je preduhitrio i sam sebi oduzeo život.

### Govornik
Aleksandrov Kanon, koji su sastavili Aristofan iz Bizanta i Aristarh sa Samotrake, prepoznaje Demostena kao jednog od deset najvažnijih atenskih govornika i logografa. Prema Longinu, Demosten je "usavršio uzvišeni, strastveni, britak i brz govor". Ciceron ga navodi kao "savršenog govornika" kojemu ništa nije nedostajalo, a Kvitilijan ga uzdiže do titule lex orandi ("standard govorništva") i ističe kako on inter omnes unus excellat ("stoji sam među govornicima"). 

### Mucanje
Vrlo je zanimljivo da je sam Demosten mucao. Vježbao se napunivši usta kamenjem i vikanjem iz petnih žila na obalama mora kako bi nadglasao glasne valove. S tom i mnogim drugim mukotrpnim vježbama disanja zbog svoje govorne mane, postao je najvećim govornikom antike, ako ne i svih vremena.